# 鳳停寺
36°39′12″N 128°39′47″E / 36.65333°N 128.66306°E
鳳停寺（： Bongjeongsa）是一座位於韓國庆尚北道安東市的佛寺，最初創建於新罗文武王十二年（西元672年）。鳳停寺內的極樂殿為韓國現存最古老的木造建築，推測建於十三世紀初期，約有八百年的歷史。2018年鳳停寺與其他六座山寺以「山寺，韓國的山中寺院」名稱申請，獲得世界遺產委員會通過，成為韓國第13個世界遗产。

## 簡介
鳳停寺為大韓佛教曹溪宗第16教區本寺孤雲寺轄下的寺院。相傳寺院創建於新羅文武王十二年（西元672年），創建者一說為義湘（의상），另一說為義湘的弟子能仁（능인）。
鳳停寺在歷史上曾多度毀壞與重建，英國女王伊丽莎白二世在1999年至韓國訪問時曾至鳳停寺參觀，作為韓國傳統文化的巡禮。

### 命名傳說
關於「鳳停寺」名稱的由來有一段傳說，新羅僧人義湘曾赴唐朝留學，於山東登州上岸時，在一居士家中接受供養，居士家中一少女善妙見義湘容貌俊彥、行止威儀而愛慕，在義湘返回新羅時投海自盡，並化身為巨龍守護義湘。義湘在榮州建造浮石寺時受人阻撓，巨龍幻化成岩石浮於空中以嚇退群眾。今浮石寺佛殿西側有一塊巨石，與下面的岩石不相連，因而得名為浮石。
義湘感謝善妙相助，憐其遠離故土，決心超度善妙的靈魂，以白紙折一凤凰，希望善妙隨鳳凰飛過大海、回到故土。但妙善心中不捨，鳳凰飛至榮州附近的安東停留後便不離去，後義湘在鳳凰停留處創建鳳停寺。

## 重要文物

### 極樂殿（韓國國寶第15號）
極樂殿於1972年進行修復工程時，在拆解樑柱時發現有墨書銘，記載曾於高麗恭愍王十二年（西元1363年）重修，通常韓國傳統建築的屋頂會在建造後100－150年間進行整修，於是推斷極樂殿的歷史可追溯至十三世紀初期，因此鳳停寺極樂殿為韓國現存最古老的木造建築。
極樂殿的格局為正面三間、側面四間，屋頂為單簷悬山顶，樑柱採柱心包式的斗拱建築，正面中央有一扇門，門的兩側設有直櫺窗，殿內設有一佛壇供奉佛像，佛壇頂端有結構繁複的天蓬。極樂殿雖然建於高麗時代（西元918年－1392年），但其有模仿统一新罗時期（西元668年－935年）的建築風格。鳳停寺極樂殿在1962年12月20日被韩国文化体育观光部轄下的文化財廳列為韓國國寶第15號。

### 大雄殿（韓國國寶第311號）
大雄殿為鳳停寺的主殿，推測建於朝鮮王朝時代（西元1392年－1897年）早期，格局為正面三間、側面三間，屋頂為單簷歇山顶，建築物顯現高麗晚期至朝鮮王朝早期的建築特徵。建築物內部的壁畫保存良好，為研究建築史的重要參考資料。大雄殿在1963年1月列為韓國寶物第55號，在2009年6月由文化財聽審查，將其升級為韓國國寶，編號為韓國國寶第311號。

### 其他文物
除了前述兩項韓國國寶之外，鳳停寺還有兩項較韓國國寶次一級的韓國寶物，分別為華嚴講堂（韓國寶物第448號）、古金堂（韓國寶物第449號）。地方性文化財包括三層石塔（慶尚北道有形文化財產第182號）、萬歲樓（慶尚北道有形文化財產第325號）等。

## 世界遺產登錄
第42屆世界遺產委員會會議在2018年6月至7月，於巴林首都麥納瑪召開，由韓國申報的項目「山寺，韓國的山中寺院」經大會通過，成為韓國第13個世界遺產，包括通度寺、浮石寺、法住寺、大興寺、鳳停寺、麻谷寺、仙巖寺。鳳停寺的世界遺產編號為1562-003號。
该世界遗产被认为满足世界遺產登錄基準中的以下基準而予以登錄：
- （iii）呈现有关现存或者已经消失的文化传统、文明的独特或稀有之证据。

| 世界遺產編號 | 名稱   | 所在地                 | 保護範圍 | 緩衝範圍  |
| ------------ | ------ | ---------------------- | -------- | --------- |
| 1562-003     | 鳳停寺 | 36°39'12"N 128°39'47"E | 5.3公頃  | 75.05公頃 |

## 圖集

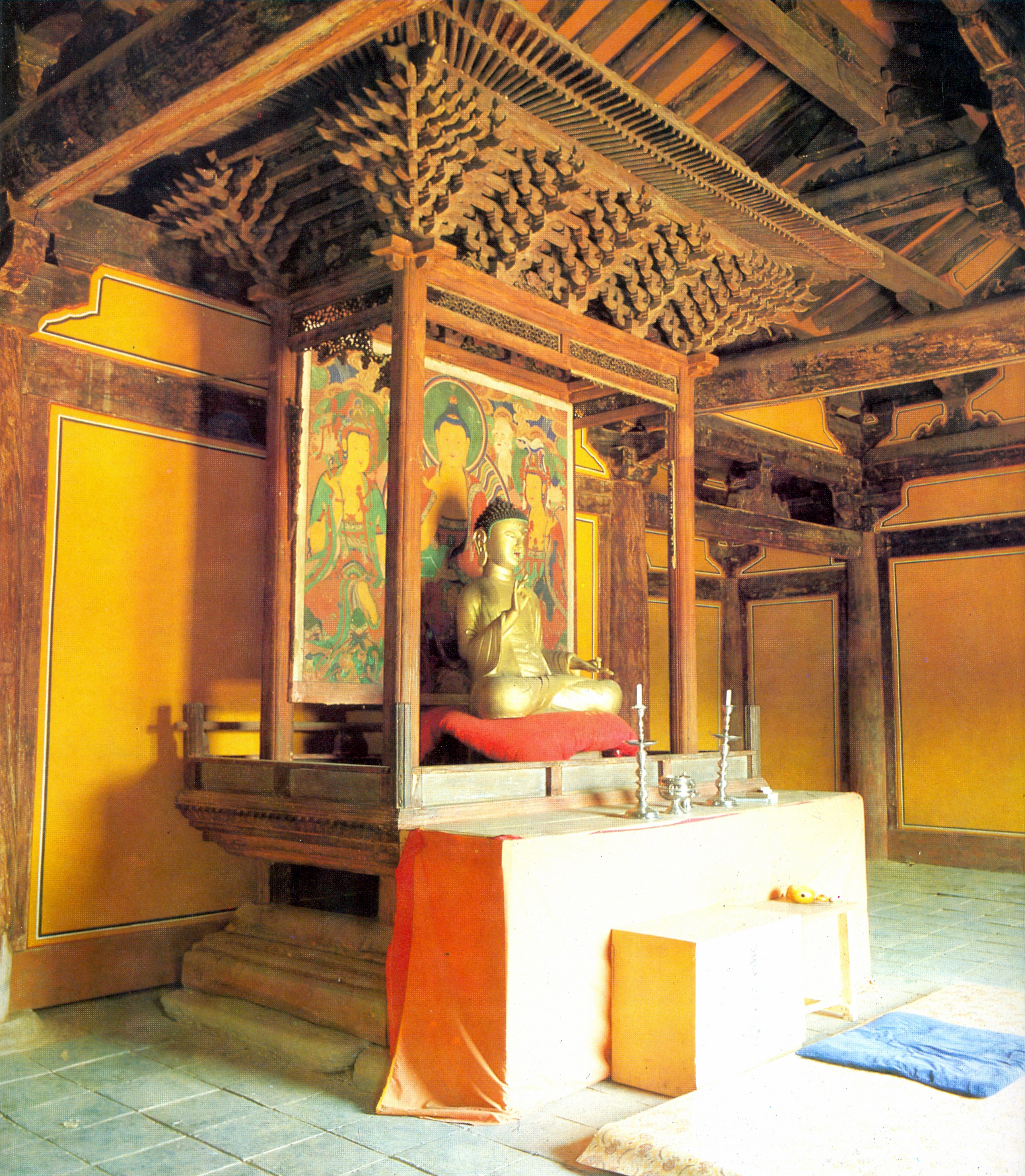
極樂殿內的佛壇與佛像
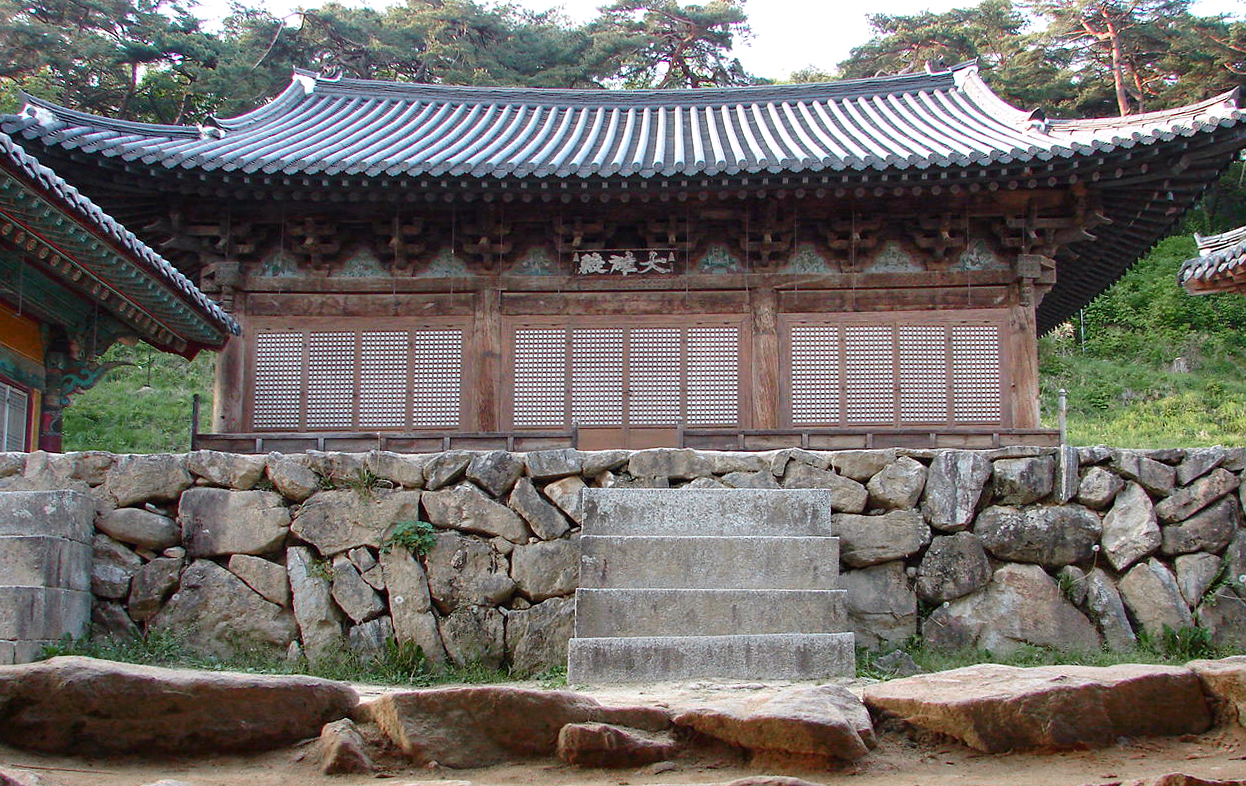
大雄殿（韓國國寶第311號）
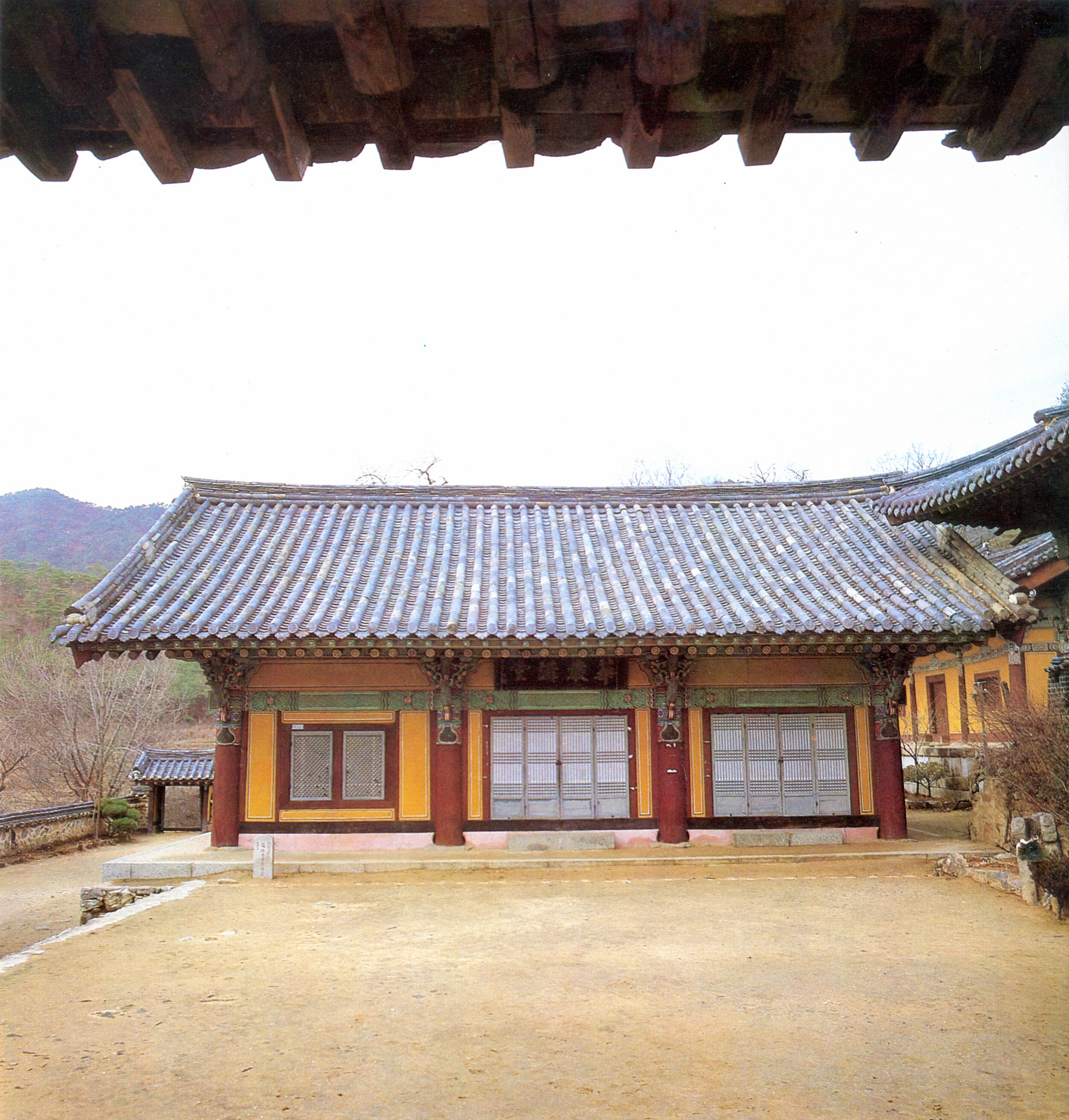
華嚴講堂（韓國寶物第448號）
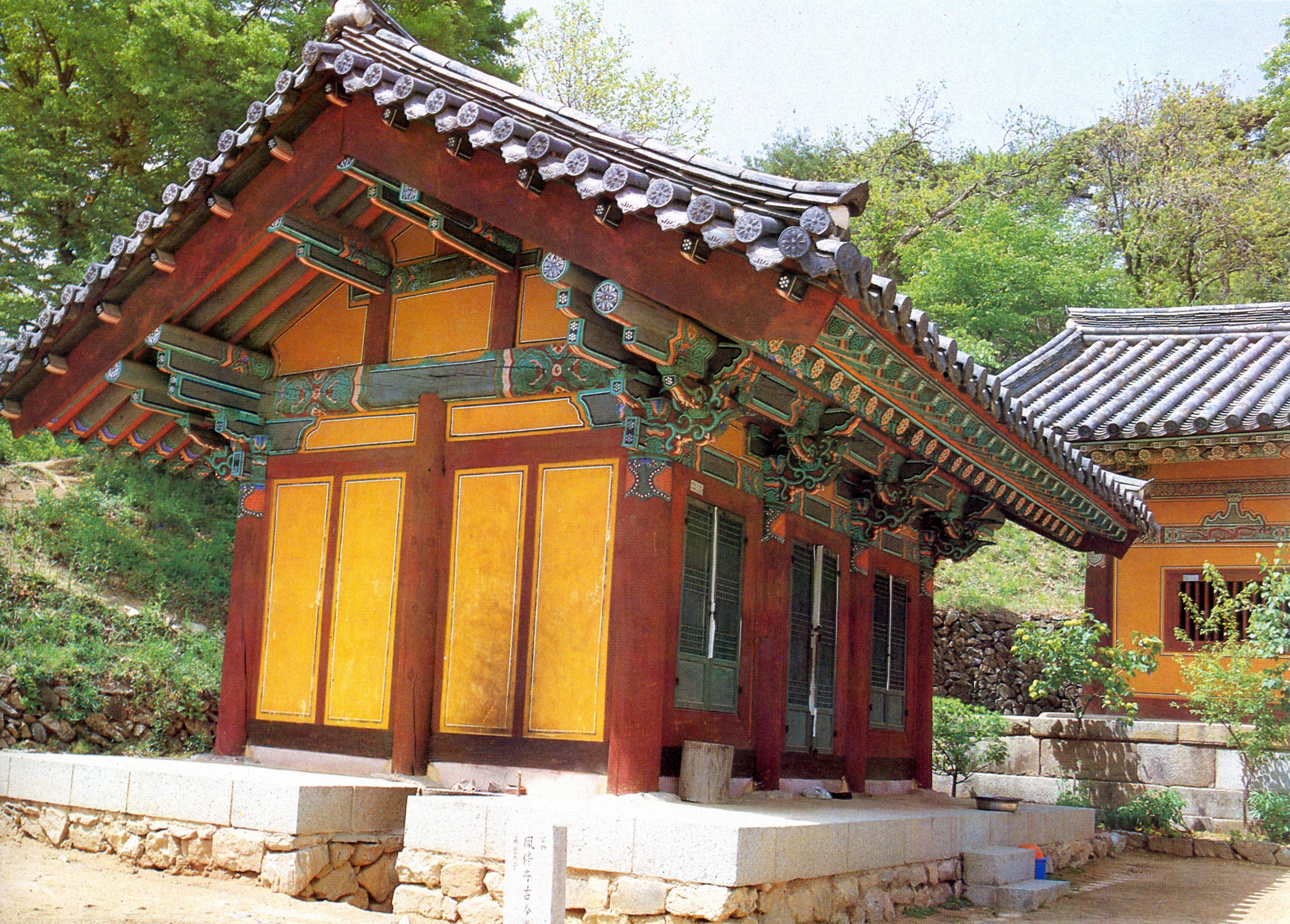
古金堂（韓國寶物第449號）
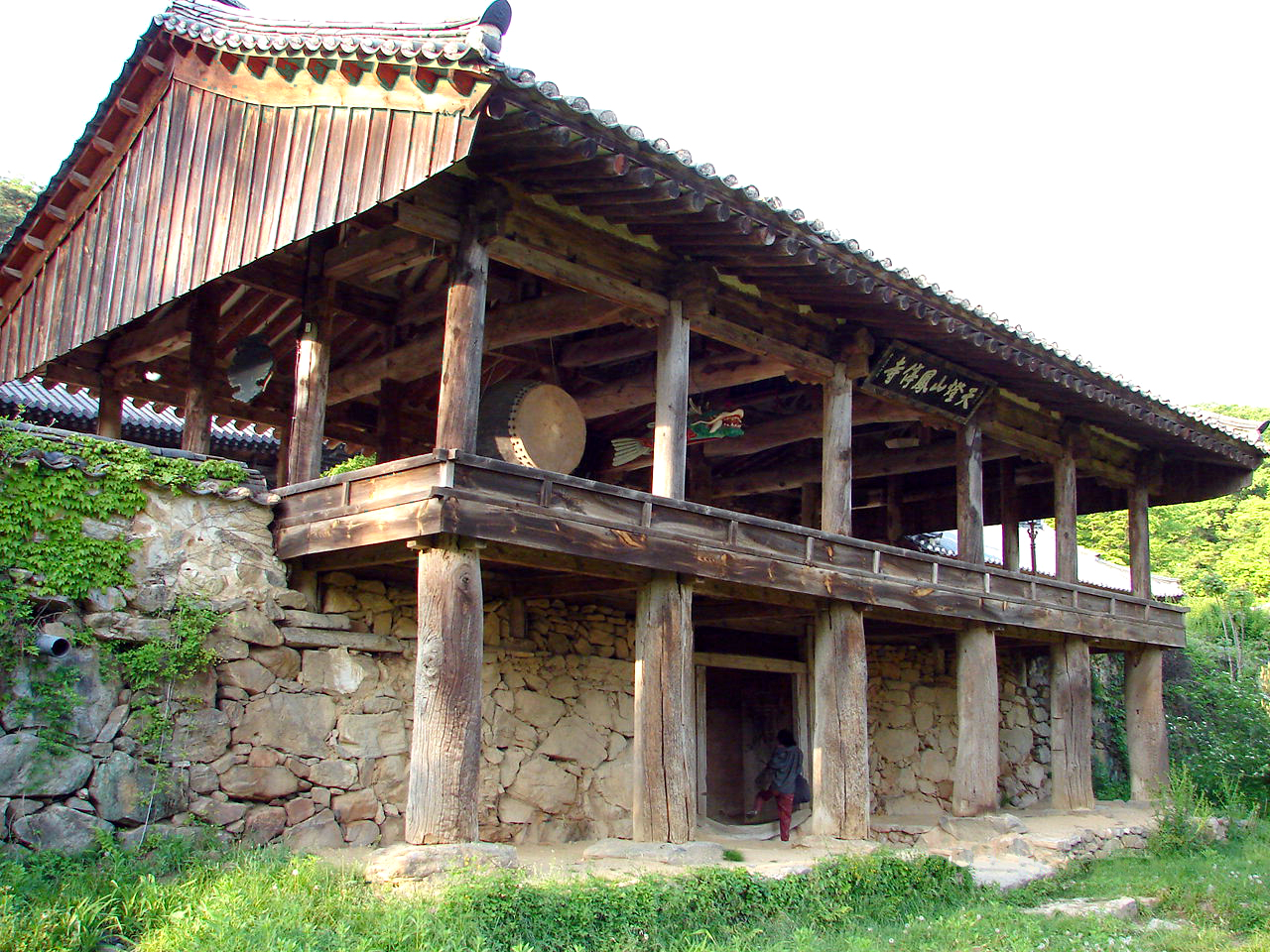
萬歲樓（慶尚北道有形文化財產第325號）

## 外部連結
- 鳳停寺官網 （页面存档备份，存于）